# 91422 Giraudon
91422 Giraudon este un asteroid din centura principală de asteroizi.

## Descriere
91422 Giraudon este un asteroid din centura principală de asteroizi. A fost descoperit pe 16 iulie 1999 la Observatoire des Pises din Parcul național din Cévennes. Asteroidul prezintă o orbită caracterizată de o semiaxă mare de 2,66 ua, o excentricitate de 0,17 și o înclinație de 11,0° în raport cu ecliptica.